# Paradromulia subdivisa
Paradromulia subdivisa är en fjärilsart som beskrevs av W. Warren 1903. Paradromulia subdivisa ingår i släktet Paradromulia och familjen mätare. Inga underarter finns listade i Catalogue of Life.